# Sydney Chandler
Sydney Chandler (13 de febrero de 1996) es una actriz estadounidense, reconocida principalmente por sus papeles en las series de televisión Pistol y Alien: Earth y en el filme Don't Worry Darling.

## Carrera
Hija del actor Kyle Chandler y de Kathryn Macquarrie, inició su carrera a mediados de la década de 2010 con un papel menor en el filme The Golden Rut, y más tarde interpretó el papel de Eve en la serie de televisión juvenil SKAM Austin.
En 2022 protagonizó y escribió el guion del cortometraje Chemistry, y logró reconocimiento internacional con su interpretación de la cantante y guitarrista Chrissie Hynde en la miniserie Pistol, acerca de la banda británica de punk Sex Pistols. El mismo año interpretó el papel de Violet en el largometraje de Olivia Wilde Don't Worry Darling.
Desde 2025 protagoniza la serie Alien: Earth, ubicada dentro de la franquicia Alien, en el papel de Wendy.

## Filmografía

### Cine
| Año  | Título              | Papel  | Notas                           |
| ---- | ------------------- | ------ | ------------------------------- |
| 2016 | The Golden Rut      | Jade   |                                 |
| 2019 | Jellyfish           | Mujer  | Cortometraje                    |
| 2022 | Chemistry           | Sandy  | Cortometraje, también guionista |
| 2022 | Don't Worry Darling | Violet |                                 |

### Televisión
| Año  | Título       | Papel          | Notas                         |
| ---- | ------------ | -------------- | ----------------------------- |
| 2019 | SKAM Austin  | Eve Olsen      | Papel recurrente; 7 episodios |
| 2022 | Pistol       | Chrissie Hynde | Miniserie; 6 episodios        |
| 2023 | Sugar        | Olivia Siegel  | Papel recurrente; 5 episodios |
| 2025 | Alien: Earth | Wendy          | Papel principal               |